# Peter Butler (cầu thủ bóng đá, sinh năm 1942)
Peter Butler (sinh ngày 3 tháng 10 năm 1942) là một cựu cầu thủ bóng đá người Anh thi đấu ở vị trí thủ môn.

## Sự nghiệp
Sinh ra ở Nottingham, Butler thi đấu cho Notts County, Bradford City và Worksop Town.